# Lovejoy (banda)
Lovejoy es una banda indie inglesa formada en Brighton, Inglaterra en 2021. La banda está compuesta por el líder, personalidad de internet y guitarrista y vocalista Wilbur Soot, el guitarrista Joe Goldsmith, el bajista Ash Kabosu y el baterista Mark Boardman. La música de Lovejoy tiene influencias británicas de indie rock y comedia, y sus letras a menudo se centran en la pérdida, el romance fallido y la política.
Su EP debut, Are You Alright?, fue lanzado el 8 de mayo de 2021 con dos videos musicales, y la banda ocupó el décimo lugar en la lista de artistas emergentes de Billboard. Su segundo EP, Pebble Brain, fue lanzado el 13 de octubre de 2021. Su tercer EP, Wake Up & It's Over, fue lanzado el 12 de mayo de 2023.

## Historia

### Formación y EP debut (2020-2021)
Antes de unirse a la banda, el líder, Wilbur, construyó una gran base de fanes haciendo videos, transmitiendo y su propia música, incluidas varias canciones populares, un EP (Maybe I Was Boring) y un álbum (Your City Gave Me Asthma). También se unió brevemente a una banda como bajista, donde tocó con Joe. 
A principios de 2020, Wilbur y Joe comenzaron a hablar sobre una banda y a escribir canciones con James Marriott. Más tarde, Wilbur invitó a James a escribir la letra de Lovejoy, pero James rechazó la oferta de centrarse en el canal y el podcast de su grupo E-Boys. 
Antes de grabar en el estudio por primera vez, Lovejoy necesitaba encontrar un bajista y un baterista. Mientras estaba en una hamburguesería con James y su amigo Ash, Wilbur notó el bajo de Ash y lo invitó a unirse. El día de la grabación, Wilbur también contrató a Mark de Fiverr; después de la grabación, Mark decidió unirse. 
Desde agosto de 2020 hasta febrero de 2021, la banda trabajó en su EP debut. Fue grabado en marzo y lanzado como Are You Alright? el 9 de mayo de 2021 e incluyó cuatro canciones. Un video musical de «One Day» fue lanzado simultáneamente. El 10 de mayo se lanzó un segundo video musical de «Taunt», con GeorgeNotFound. El EP rápidamente fue tendencia en Twitter y YouTube y se ubicó internacionalmente en iTunes, Apple Music y en la lista de sencillos del Reino Unido.

### Segundo EP (2021)
Poco después de lanzar Are You Alright?, la banda comenzó a escribir su segundo EP. Pebble Brain se lanzó como EP el 14 de octubre de 2021 e incluye siete canciones. El EP debutó en el segundo puesto de la lista Spotify UK Album. Según Soot, el EP tardó más de un año en finalizarse. El 14 de octubre se lanzó un video musical de «Model Buses», el 19 de octubre se lanzó un video musical de Concrete, y el video musical de «It's All Futile! It's All Pointless!» el 23 de diciembre.
Mientras escribían sus EP, se inspiraron en otras bandas de rock, como Arctic Monkeys y Two Door Cinema Club.

### Tercer EP 2023
El 12 de mayo de 2023, Lovejoy lanza "Wake up & it's over" contando con 6 canciones; De las cuales 5 fueron lanzadas en el álbum y una fue lanzada originalmente como canción en solo, esta fue "Call Me What You Like". El sencillo alcanzó el puesto 32 en la lista oficial Top 40 del Reino Unido. La canción aparecería más tarde en su tercer EP, Wake Up & It's Over, que se lanzó el 12 de mayo de 2023 y debutó en el número 5 en la lista de álbumes del Reino Unido. Además, "Portrait of a Blank Slate" de este mismoo EP apareció en la banda sonora de EA Sports FC 24.